# Virtuelle Realität

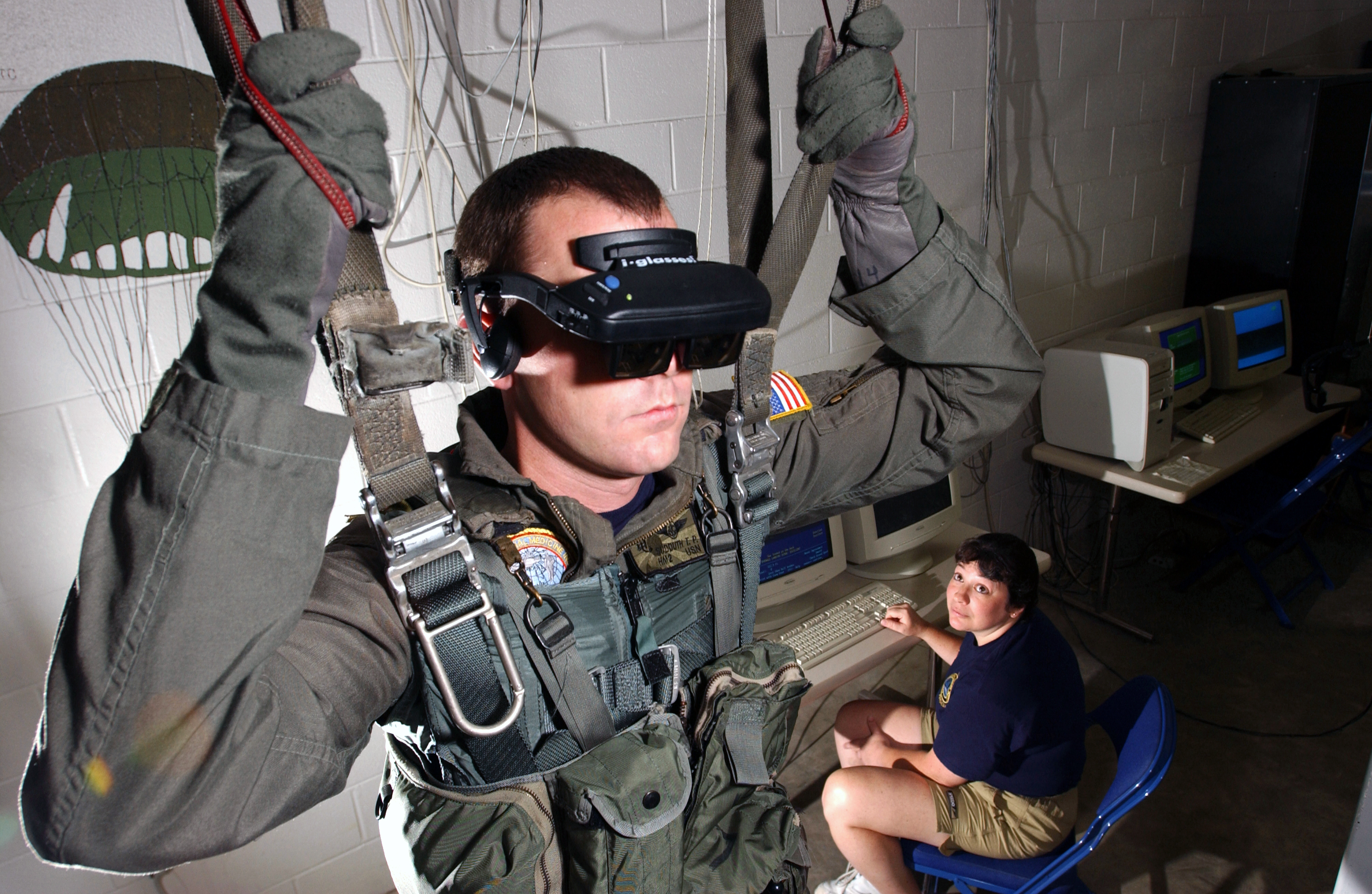
Fallschirmspringer der US Navy übt mit einem Head-Mounted Display (HMD) virtuell das Fallschirmspringen

Als virtuelle Realität, kurz VR, wird die Darstellung und gleichzeitige Wahrnehmung einer scheinbaren Wirklichkeit und ihrer physikalischen Eigenschaften in einer in Echtzeit computergenerierten, interaktiven virtuellen Umgebung bezeichnet.
Geprägt wurde der Begriff Virtuelle Realität von dem Autor Damien Broderick in seinem 1982 erschienenen SF-Roman The Judas Mandala. 1987 erschien der Begriff erstmals als theoretisches Konzept im Oxford English Dictionary.
Mittlerweile ist Virtual Reality Teilbestand des übergeordneten Sammelbegriffs Extended Reality (XR), welcher noch weitere immersive Medien mit hohem Grad an Immersion (Mixed Reality und Augmented Reality) unter sich vereint.
Der hohe Grad an Immersion in VR kann zu temporären Erkrankungen führen, die der Seekrankheit ähneln und VR-Krankheit oder Simulator-Krankheit heißen.

## Anforderungen
Beim Erstellen einer virtuellen Welt kann man einige Anforderungen definieren, die erfüllt werden sollten. Einige mögliche Anforderungen sind zum Beispiel Immersion, Plausibilität, Interaktivität und Wiedergabetreue.
Immersion beschreibt die Einbettung des Nutzers in die virtuelle Welt. Die Wahrnehmung der eigenen Person in der realen Welt wird vermindert, und der Nutzer fühlt sich mehr als Person in der virtuellen Welt. Je immersiver eine VR-Erfahrung ist, desto realistischer fühlt sie sich für den Nutzer an. Dies lässt sich durch eine anspruchsvolle und spannende Gestaltung der virtuellen Welt erreichen, zum Beispiel durch eine hohe Anzahl der möglichen Aktionen in dem System.
Eine virtuelle Welt wird als plausibel angesehen, wenn die Interaktion in ihr logisch und stimmig ist. Dies betrifft einerseits das Gefühl des Nutzers, dass die eigenen Aktionen auf die virtuelle Umgebung Einfluss haben, andererseits jedoch auch den Sachverhalt, dass die Ereignisse in der Umgebung die Sinne des Nutzers beeinflussen, er also in der Welt agieren kann. Durch diese Interaktivität wird die Illusion geschaffen, dass das, was zu passieren scheint, tatsächlich geschieht.
Wiedergabetreue wird erreicht, wenn die virtuelle Umgebung genau und naturgetreu gestaltet wird. Dies geschieht, wenn die virtuelle Welt Eigenschaften einer natürlichen Welt abbildet. Dem Nutzer erscheint diese dann glaubwürdig.
Ein häufiges Problem bei VR ist etwa motion sickness (etwa „Bewegungsübelkeit“): Benutzern kann schwindelig werden, wenn die real empfundene von der virtuell gesehenen Beschleunigung abweicht. Dies kann der Fall sein, wenn der reale zur Verfügung stehende Raum kleiner als der virtuelle Raum ist, in dem sich ein Benutzer bewegen kann.

## Meilensteine
Visuelle Strategien heutiger Illusionstechniken lassen sich von der Antike bis zur Gegenwart paradigmatisch verfolgen.  So ist beispielsweise ein Bildfries in der Villa dei Misteri in Pompeji aus dem Jahre 60 v. Chr. ein den Betrachter vollständig umgebendes 360-Grad-Rundbild. Rundpanoramen waren auch im 19. Jahrhundert sehr beliebte Massenunterhaltungen.
Der erste Entwurf eines VR-Systems stammt von Morton Heilig (1956), der eine Apparatur namens Sensorama entwickelte, die das „Cinema of the Future“ werden sollte.
Im Jahr 1965 entwickelte der Harvard-Student Ivan Sutherland das Konzept des „Ultimate Display“, welches die Basis für die heutige VR-Technik beschrieb. Drei Jahre später veröffentlichte Sutherland das Buch „A Head-Mounted-Three Dimensional Display“ welches grundlegend für die Entwicklung von Head-Mounted-Displays war. Dieses verwirklichte er mit Hilfe eines am Kopf getragenes visuelles Ausgabegeräts in Verbindung mit einem hierüber befestigten mechanischen Tracking-Systems (das sogenannte „Sword of Damocles“, welches fälschlicherweise oft als Bezeichnung für das HMD verwendet wird), das am Rechner erzeugte Bilder auf einem augennahen Bildschirm darstellte und damit das Fenster in eine virtuelle Welt suggerieren sollte.
Eine Alternative zu den am Kopf befestigten HMDs wurde 1992 mit der Visual Experience CAVE an der University of Illinois entwickelt. Aufgrund der hohen Kosten, des hohen Platzbedarfs, des hohen Rechenaufwands und der eingeschränkten Bewegungsfreiheit des Nutzers kamen sie jedoch nur bei großen Unternehmen im Bereich des Produkt-Designs zur Anwendung.
Nintendo brachte 1995 den „Virtual Boy“ auf den Markt, jedoch bereiteten die zu geringen Rechnerkapazitäten und leistungsschwachen Grafikkarten noch große Probleme, sodass der Versuch an zu schlechter Bildqualität und Auflösung scheiterte. Im Jahr 2012 läutete das Startup Oculus VR mit der Vorstellung der Oculus Rift eine neue Ära im Bereich der Virtual-Reality-Entwicklung ein.
Die United States Army führte 2012 mit dem Dismounted Soldier Training System (DSTS) das weltweit erste virtuelle und immersive Trainingssystem für Infanteriesoldaten ein. Wegen verschiedener Probleme und Einschränkungen wurde das DSTS jedoch bereits 2015 aus dem aktiven Dienst entfernt.
Aufgrund der gestiegenen Verkaufszahlen von VR Headsets stieg der VR-Softwaremarkt ebenfalls kontinuierlich an. So wurde beispielsweise 2024 ein bis 2029 weiter steigendes Jahreswachstum von 7,71 % prognostiziert. Dies führte in Deutschland u. a. zum Aufbau von spezialisierten Studiengängen und zur Einführung des Gestalters für immersive Medien, einen staatlich anerkannten Ausbildungsberuf zur Konzeption, Gestaltung und Erstellung immersiver Medienprodukte, wie auch 3D-Anwendung für VR.

## Hardware

### Virtual-Reality-Headsets
Um ein Gefühl der Immersion zu erzeugen, werden zur Darstellung virtueller Welten spezielle Ausgabegeräte namens Virtual-Reality-Headsets benötigt. Bekannt sind vor allem die Oculus Rift und HTC Vive. Um einen räumlichen Eindruck zu vermitteln, werden zwei Bilder aus unterschiedlichen Perspektiven erzeugt und dargestellt (Stereoprojektion). Um das jeweilige Bild dem richtigen Auge zuzuführen, existieren verschiedene Technologien. Man unterscheidet aktive (z. B. Shutterbrillen) und passive Technologien (z. B. Polfilter oder Infitec).
Während die ersten VR-Headsets immer auf einen PC angewiesen waren, gibt es mittlerweile auch so genannte Standalone-VR-Headsets. Diese funktionieren gänzlich autark. Das heißt, sie kommen ohne einen PC und Stromanschluss aus und sind somit auch kabellos und per Akku mobil nutzbar. Die Leistung ist im Vergleich zu einem Headset mit PC-Verbindung geringer, kann aber ebenfalls verhältnismäßig grafikintensive virtuelle Umgebungen darstellen. Ein Beispiel für ein solches Standalone-VR-Headset ist Meta Quest 2.
Mit der virtuellen Welt lässt sich über spezielle Eingabegeräte interagieren. Zu nennen sind hier unter anderem 3D-Maus, Datenhandschuh und Flystick sowie das omnidirektionale Laufband, mit welchem das Gehen im virtuellen Raum durch reale Gehbewegungen gesteuert wird. Manche Systeme kommen jedoch ganz ohne externe Eingabegeräte aus und lassen sich beispielsweise nur über Handgesten oder Knöpfe am Headset steuern.

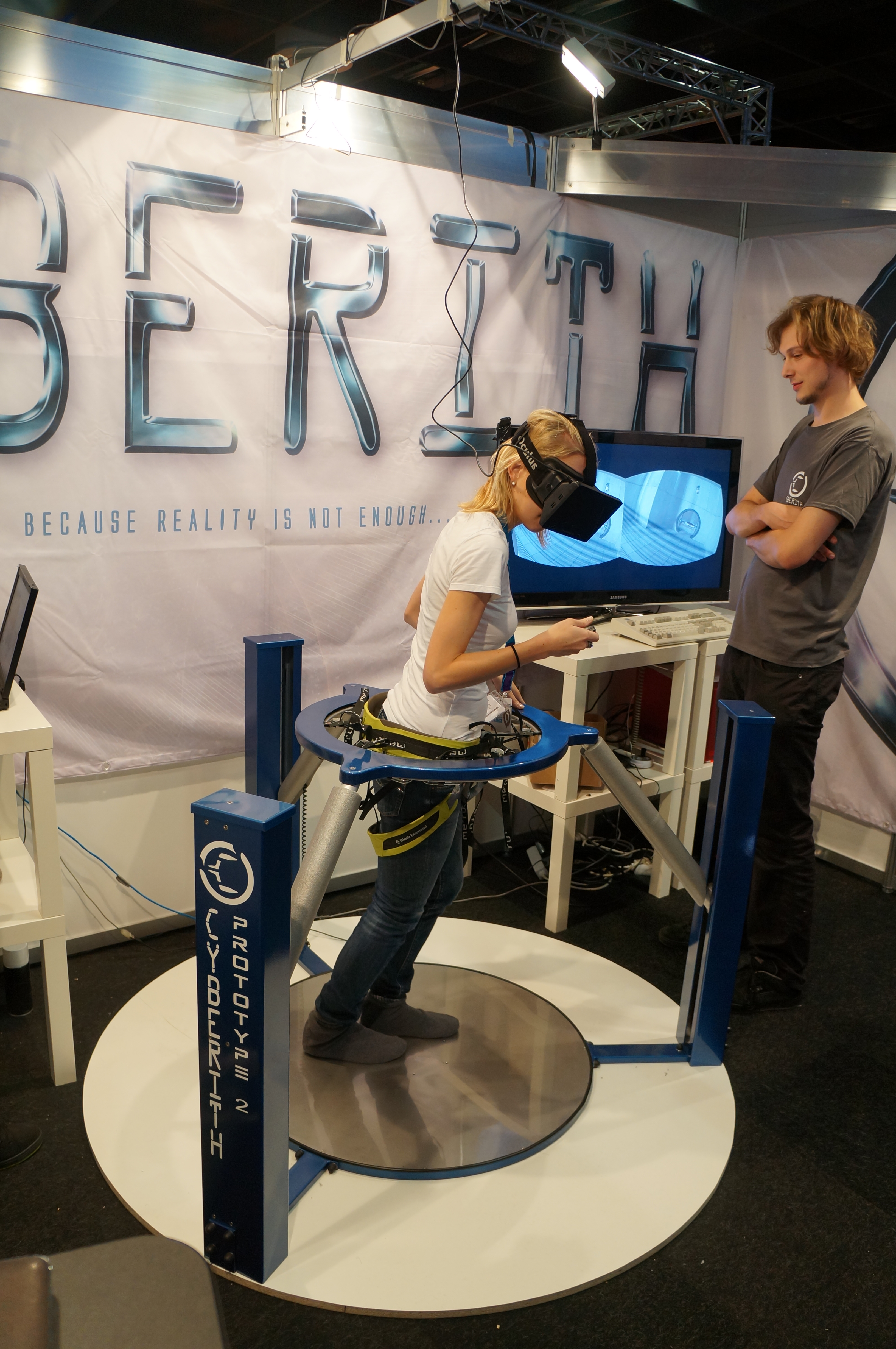
Ein omnidirektionales Laufband, der Cyberith Virtualizer, auf der Gamescom 2013

Der Flystick wird zur Navigation mit einem optischen Trackingsystem genutzt, wobei Infrarot-Kameras durch Erfassung von Markern am Flystick permanent die Position im Raum an das VR-System melden, damit sich der Benutzer ohne Verkabelung frei bewegen kann. Optische Trackingsysteme können auch für die Erfassung von Werkzeugen und kompletten Menschmodellen eingesetzt werden, um diese innerhalb des VR-Szenarios in Echtzeit manipulieren zu können.
Einige Eingabegeräte vermitteln dem Benutzer eine Kraftrückkopplung auf die Hände oder andere Körperteile (Force Feedback), sodass der Mensch sich durch die Haptik und Sensorik als weitere Sinnesempfindungen in der dreidimensionalen Welt orientieren und realitätsnahe Simulationen durchführen kann.

### Cave Automatic Virtual Environment
Als Alternative zum VR-Headset bietet das Cave Automatic Virtual Environment (CAVE) einen VR-Raum bei dem die virtuelle Realität auf die Wände projiziert wird.

### 360-Grad-Kamera
VR-Kameras geben dem Benutzer die Möglichkeit, Erlebtes in einen 360-Grad-Panoramabild-Film zu verpacken. Dieser kann im Nachhinein über eine Smartphone-VR-Brille oder eine Gamingbrille am PC abgespielt werden. Dem Zuschauer gibt sie das Gefühl von Nähe zum Geschehen. 360-Grad-Kameras sind seit 2015 auf dem deutschen Markt erhältlich. Auch in der Filmbranche sind die virtuellen Filme angekommen. In Filmtrailern und Kurzclips werden 360-Grad-Kameraaufnahmen mit virtuellen Elementen vermischt. So ist es möglich, auch echte Videoausschnitte mit Programmen, wie etwa Aftereffects, zu bearbeiten und Realität und Fiktion zu verschmelzen.

### 360-Grad-Kamera-Techniken
Virtual-Reality-Kameras zur Aufnahme von 360-Grad-Videos gibt es in verschiedenen Formaten. Ausschlaggebend dabei ist die Linsenanzahl, welche in der Kamera verbaut ist. Kameras mit einer Linse besitzen das Fisheye-Prinzip. Dabei filmen die Kameras im Winkel von 360 × 235 Grad, sodass kein vollständiges 360-Grad-Bild entsteht und eine schwarze Stelle im Bild auf der VR-Brille zu erkennen ist. Weitere Kameramodelle besitzen 2 Linsen (z. B. Insta360 One X2 oder Ricoh Theta), welche dicht gegenüberliegend verbaut sind. Diese VR-Kameras erzeugen ein vollsphärisches und lückenloses Bild. Bei dieser Technik werden die Bilder über eine spezielle Software zusammengefügt. 360-Grad-Kameras mit zwei Linsen weisen derzeit noch Probleme auf, was das Zusammennähen der zwei aufgenommenen Bilder angeht. Das heißt, die Naht, die beide Bilder zu einem zusammenfügen soll, ist oft noch sichtbar.
Weitere Kameramodelle haben mehr als zwei Linsen. Modelle wie die Panono besitzen eine Vielzahl von Kameralinsen. Diese werden wie bei Dual-Lense-Kameras über Kamerasoftware gestitched. Auch die ersten 3D-360-Grad-Kameras sorgen für VR-Ansichten in 3D, was die Aufnahmen noch realistischer wirken lässt. Zudem können 360 Grad Bilder über die Verbindung mehrerer Kameras erstellt werden. Kamera-Rigs dienen meist zur Befestigung von 6 herkömmlichen Actioncams. GoPro stellte eins der ersten Kamera-Rigs her. Diese gibt es in verschiedenen Ausführungen und verbindet mehrere Einzelkameras. Aufgebaut sind diese wie ein Würfel. In diesem Würfel werden die Kameras platziert und nehmen die Umgebung nach allen Richtungen hin auf. Werden mehrere „normale“ Kameras in einem Verbund zusammengeschlossen, so spricht man von mosaikbasierten Kameras. Jede dieser Kameras nimmt dabei einen kleinen Bereich der Umgebung auf. Anschließend werden die Einzelbilder wie Mosaiksteine aneinandergefügt, sodass ein omnidirektionales Gesamtbild entsteht. Die Anzahl der dabei zu benutzenden Kameras ist abhängig von der Brennweite der eingesetzten Objektive. Je geringer diese ist, desto größer ist der Blickwinkel und desto weniger Kameras müssen eingesetzt werden.

### Herstellerübersicht mit Modellen
- Meta (ehemals Facebook) (Oculus Rift, Oculus Rift S, Oculus Go, Oculus Quest, Oculus Quest 2, Meta Quest 3)
- Google (Google Cardboard, Google Daydream)
- HTC  (HTC Vive, Vive Pro, Vive Cosmos, Vive Focus, Vive Elite XR)
- Lenovo (Lenovo Explorer für Windows Mixed Reality und Lenovo Mirage Solo für Google Daydream)
- Microsoft (Microsoft HoloLens, Windows Mixed Reality)
- Pico (Pico G2, Pico G3, Pico Neo 3, Pico 4)
- Pimax (Pimax 4K, Pimax 5K, Pimax 8K)
- Razer (OSVR Hacker Dev Kit)
- Samsung (Samsung Gear VR, Samsung Odyssey)
- Sony Computer Entertainment (PlayStation VR, PS VR2)
- Starbreeze Studios (StarVR)
- Valve (Valve Index)
- Apple (Vision Pro)

## Software

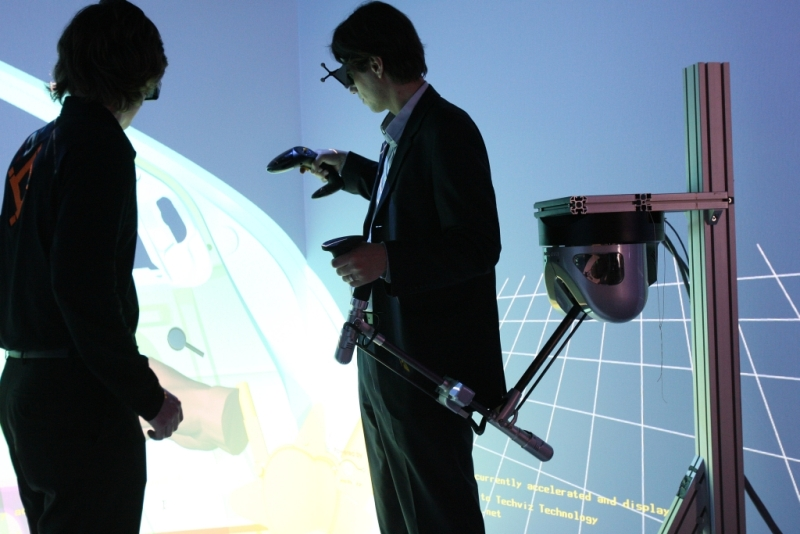
Interaktion mit Flystick und 6DoF Force-feedback in Mehrseitenprojektion

Man benötigt zur Erzeugung virtueller Realität speziell für diesen Zweck entwickelte Software. Diese Programme müssen komplexe dreidimensionale Welten in Echtzeit, d. h. mit mindestens 25 Bildern pro Sekunde, in Stereo (getrennt für linkes und rechtes Auge) berechnen können. Dieser Wert variiert je nach Anwendung – eine Fahrsimulation beispielsweise erfordert mindestens 60 Bilder pro Sekunde, um Übelkeit (Simulatorkrankheit) zu vermeiden.
In den 1990er Jahren waren die Rechenleistung als auch die Hardware meist noch nicht ausreichend für den produktiven Einsatz und für realistische Simulationen, deshalb wurden hier meist spezielle Grafikworkstations eingesetzt. Zu Anfang dieses Jahrtausends sind, durch deutlich leistungsfähigere Rechner und Grafikprozessoren, die Möglichkeiten der Interaktion in den Szenarien deutlich gestiegen.
Für die Modellierung von dreidimensionalen, virtuellen Objekten kommen Programme wie Maya, 3D Studio Max, Blender, SketchUp, Softimage XSI, Cinema 4D, LightWave 3D und andere CAD- oder 3D-Programme zur Anwendung. Zusätzliche Software wird für die Bild- und Tonbearbeitung benötigt. Um die dort modellierten Objekte zu interaktiven Simulationen zusammenzusetzen, nutzt man Autorensysteme, wie z. B. World Tool Kit oder World Up.
Zur Darstellung von interaktiven, grafischen 3D-Szenen im Internet dient die Computersprache VRML/X3D sowie die JavaScript-API WebVR.

## Anwendungen im technischen Bereich

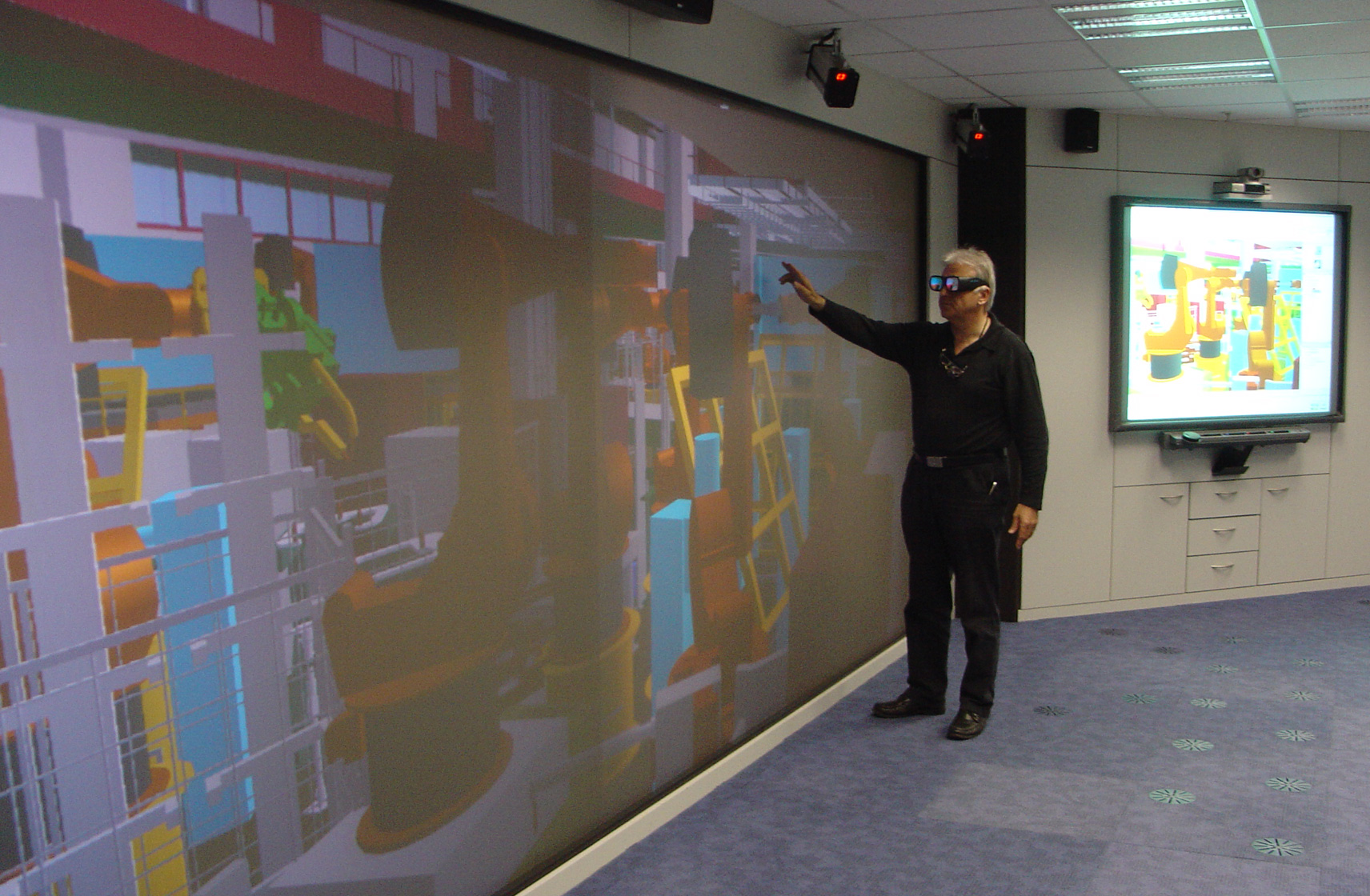
Eine 3D-Powerwall von Daimler

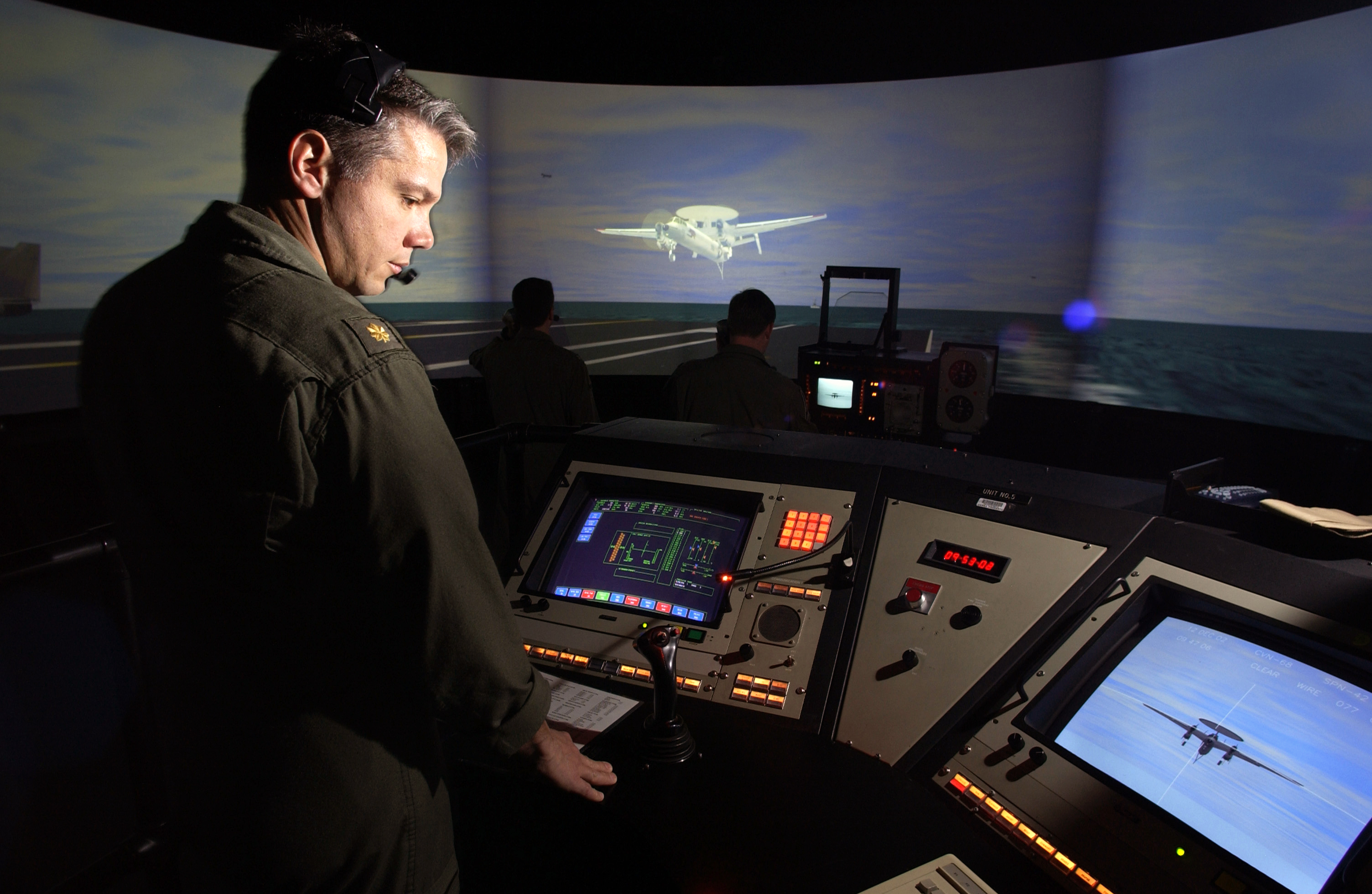
Flugsimulator

Virtuelle Realität lässt sich in vielen Bereichen einsetzen. Ein sehr bekanntes Einsatzgebiet ist die Pilotenausbildung in Flugsimulatoren. Auch in der Industrie wird diese Technologie verstärkt eingesetzt, vor allem zur Erstellung von virtuellen Prototypen, Produktionsplanungen, virtuellem Training, für ergonomische Bewertungen und räumliche Studien in der Geologie. Weitere Einsatzgebiete sind Visualisierungen in Architektur, Medizin, Chemie, Energie und Edutainment (z. B. Virtual Cultural Heritage). Der therapeutische Einsatz von virtueller Realität wird unter dem Stichwort virtuelle Rehabilitation untersucht. In der Industrie werden sowohl „Powerwall“ als stereoskopische 3D-Wand als auch Mehrseitenprojektionen wie CAVE zum vollständigen Eintauchen in die grafische Simulation genutzt. Mittlerweile haben sich jedoch vermehrt die sogenannten Head-Mounted-Displays aka VR-Brillen/Headsets stark durchgesetzt. Nicht zuletzt durch die Bestrebungen der Firmen HTC Vive oder auch Meta den Markt mit eigener Hardware und damit auch eigenen App-Stores zu durchdringen. In den letzten Jahren hat sich in Deutschland und wie auch weltweit eine Reihe von Firmen etabliert, die Virtual-Reality-Software für Industrieunternehmen anbieten. So sind dies etwa Anbieter wie:
- CMC ViewR[12]
- ICIDO
- VISENSO

### Anwendungen in der Raumplanung
Ein weiteres Anwendungsbeispiel ist der Einsatz bei Planungen von Infrastrukturmaßnahmen, die das Landschaftsbild verändern.
Die Umwelt kann so nachgebildet werden, dass die Bürger nicht nur sehen, sondern erleben können, was sich durch ein Vorhaben verändert. Sie können selbst entscheiden, welchen Standpunkt sie für die Betrachtung einnehmen, entweder per Gamepad oder bei der Internetversion mit Pfeiltastennavigation. Zu sehen sind:
- der genaue Standort und ggf. Alternativen
- die Umgebung mit der existierenden Bebauung, dem Verkehrsnetz und den Sehenswürdigkeiten zur Orientierung
- Straßen mit fließendem Verkehr, einstellbar nach Tageszeit (auf Basis von Verkehrszählungen oder Prognosen)
- Schattenwurf im Tages-, Monats- und Jahresverlauf.

Die 3D-Darstellung ist geeignet für den stationären Einsatz, zum Beispiel. in Veranstaltungen zur Bürgerbeteiligung oder zur Erläuterung in politischen Gremien und als Tool zur Information und Konsultation (z. B. bei Genehmigungsverfahren) im Internet.

#### Anwendung in der Werbe- und Immobilienbranche
Die virtuelle Begehung von Räumlichkeiten stellt eine weitere Anwendung dar und kann in ihrer einfachsten Form als 360°-VR-Rundgang durchgeführt werden. Für Neubauprojekte oder für den Immobilienverkauf lässt sich ein solcher virtueller Rundgang zu Vermarktungszwecken, als eine andere Form des klassischen Exposés, nutzen. Dem Nutzer wird so die Möglichkeit gewährt, ein Objekt von zuhause aus zu „besichtigen“. Geschäfte und Hotels setzten solche Touren ebenfalls zu Werbezwecken ein, beispielsweise auf Google Street View zu finden. Virtuelle 360°-Rundgänge können eine komplette Webseite oder ein klassisches Immobilienexposé nahezu vollständig ersetzen; durch die Einbettung von Kontaktformularen, PDF-Dateien, Videos und weiteren Medien wird dies ermöglicht.

#### Virtuelle Realität im Tourismus
Virtuelle Realität wird zunehmend im Tourismussektor eingesetzt, um Reiseerlebnisse auf innovative Weise zu verbessern. Durch immersive VR-Technologien können Nutzer touristische Destinationen virtuell erkunden, bevor sie eine tatsächliche Reise antreten. Dies erleichtert nicht nur die Reiseplanung, sondern steigert auch die Attraktivität bestimmter Orte und erhöht das Engagement potenzieller Besucher. Laut einer Studie aus dem Jahr 2023 kann der Einsatz von VR in der Tourismusbranche das Besuchererlebnis deutlich intensivieren und zur nachhaltigen Entwicklung des Sektors beitragen.

### Virtuelle Realität im Arbeitsschutz
Virtuelle Realität kann natürliche Arbeitssysteme simulieren. Beschäftigte erleben realitätsnah in einer virtuellen Arbeitsumgebung den Umgang mit simulierten Anlagen, Maschinen und Arbeitsmitteln. Die virtuelle Arbeitsumgebung erscheint dabei in ihrer natürlichen Größe, technische Prozesse laufen kontinuierlich und in Echtzeit. Bewegungen in dieser Umgebung lassen sich von Maschinen und/oder Personen direkt steuern. Perspektive, Blickwinkel und Akustik ändern sich abhängig davon, wo der Mensch steht und wie er sich bewegt.
Mit VR lassen sich alle Phasen des Produktlebenszyklus simulieren, analysieren und optimieren: von der Konstruktion über den Einsatz bis hin zur Entsorgung. Mit VR im Arbeitsschutz kann man
- die Gebrauchstauglichkeit (Usability) von Produkten und Prozessen bereits während ihrer Entwicklung und Konstruktion überprüfen und verbessern und so Fehlentwicklungen und nachträglichen Veränderungsaufwand vermeiden;
- realitätsnahe und praktikable Lösungen für die sichere Gestaltung von Produkten und Produktionsprozessen finden;
- maßgeschneiderte Schutz- und Präventionskonzepten entwickeln;
- potenziell gefährliche Produkte, Prozesse und Schutzkonzepte gefahrlos testen und tatsächliche Gefährdungen während der Mensch-System-Interaktion verhindern;
- Unfallursachen differenziert und realitätsnah untersuchen.[15]

## Virtual Reality in Unterhaltungsmedien
Virtual Reality ist zunehmend auch im Unterhaltungsmarkt zu finden. So gibt es Fitnessgeräte mit VR-Unterstützung sowie Simulatoren, die einen virtuellen Flug durch Städte ermöglichen. Darüber hinaus gibt es Achterbahnen und andere Attraktionen, bei denen die Teilnehmer während der Fahrt eine VR-Brille tragen. Zuletzt ist die Bereitschaft, künftig eine VR-Brille zu verwenden, stark gestiegen: 2021 gaben 41 Prozent der Befragten einer repräsentativen Umfrage an, sich vorstellen zu können, künftig eine VR-Brille zu nutzen. 2019 betrug der Wert erst 21 Prozent.
Auch in Handel und Industrie gibt es zahlreiche Überlegungen, mittels Virtual Reality Kunden zu gewinnen oder zu binden. Laut einer Studie der Unternehmensberatung Deloitte wollen deutsche Unternehmen im Jahr 2020 rund 850 Millionen Euro in Virtual- oder Mixed-Reality-Lösungen investieren. Anwendungsbereiche könnten sein:
- Shopping: Laut einer Umfrage eines Meinungsforschungsinstituts kann sich schon mehr als die Hälfte der Deutschen vorstellen, dass VR-Erlebnisse beim Einkaufen nützlich sind. Man könnte beispielsweise Kleidungsstücke virtuell anprobieren, durch virtuelle Showrooms schlendern oder sich Zusatzinfos über das jeweilige Produkt einblenden lassen.[19]
- Events: Als erste professionelle Sport-Liga bietet die US-amerikanische NBA seit der Saison 2016/17 Live-Spiele in VR für ihre zahlenden Zuschauer an.[20] Für die Zukunft wäre es sogar vorstellbar, dass millionenfach VR-Tickets für ein Spiel verkauft werden, die Zuschauer ihren Platz aber zuhause auf dem Sofa einnehmen. Das Gleiche gilt auch für Musik-Konzerte oder andere Großveranstaltungen.

Die Branche um Virtual Reality (VR), Mixed Reality (MR) und Augmented Reality (AR) gehört zu einer jungen Branche. Somit benötigen die aufgeführten Investitionen für das Jahr 2020 insbesondere Zeit für ein gesundes Wachstum. Die Zukunftsaussichten sind hierbei sehr positiv, zu diesem Ergebnis kommt eine Studie der TH Köln, in der dieser Wirtschaftszweig für Nordrhein-Westfalen erstmals wissenschaftlich untersucht wurde.

### Virtual Reality in Filmen (Auswahl)
Unterschiedliche Konzepte virtueller Realität bilden die Grundlage für zahlreiche Filme. In den Verfilmungen des Romans Simulacron-3 – Welt am Draht (1973) und The 13th Floor (1999) – verwischen die Grenzen zwischen Realität und virtueller Realität. Beide Filme stellen die Frage nach der Möglichkeit, dass das Leben an sich nur eine Simulation ist. In der Disney Produktion Tron aus dem Jahre 1982 wird der Hauptdarsteller direkt körperlich in eine virtuelle Realität im Inneren eines Computers gezogen und muss in ihr um sein Überleben kämpfen. Seine Gegner sind personalisierte Funktionseinheiten des Rechners. In Projekt Brainstorm von 1983 entwickeln Wissenschaftler eine Gehirn-Computer-Schnittstelle in Form eines Helmes, mit der neben visuellen Eindrücken Gefühle übertragen werden können. Der 1992 entstandene Film Der Rasenmähermann zeigt Pierce Brosnan als einen Wissenschaftler, der versucht, den geistig zurückgebliebenen Gemeindegärtner mittels VR intelligenter zu machen. In den Filmen Last Action Hero (1993), Enthüllung (1994), Brainscan (1994) oder Vernetzt – Johnny Mnemonic (1995) tauchen Protagonisten in VR ein. Der Film eXistenZ (1999) basiert auf einer Erzählstruktur, die seine Protagonisten in einer stark verschachtelten virtuellen Realität zunehmend orientierungslos zeigt. 1999 erschien der erste Teil der Matrix Reihe. In dieser lebt nahezu die gesamte Erdbevölkerung in VR, wobei die Menschen nicht davon wissen, dass sie nur in einer simulierten Welt leben; in Animatrix sind insbesondere in der Episode „Matriculated“ virtuelle Welten zu sehen. In der Trilogie ist die Zion-Realität der Matrix einer anderen Realität übergeordnet.
In dem kanadischen B-Movie Tribulation missioniert ein Sektenguru weitere „Schafe“, indem er sie mittels Helmdisplay in eine VR eintauchen lässt. Die Buchverfilmung Ready Player One von 2018 spielt zum größten Teil in einer virtuellen Realität.

### Virtuelle Realität für Videospiele

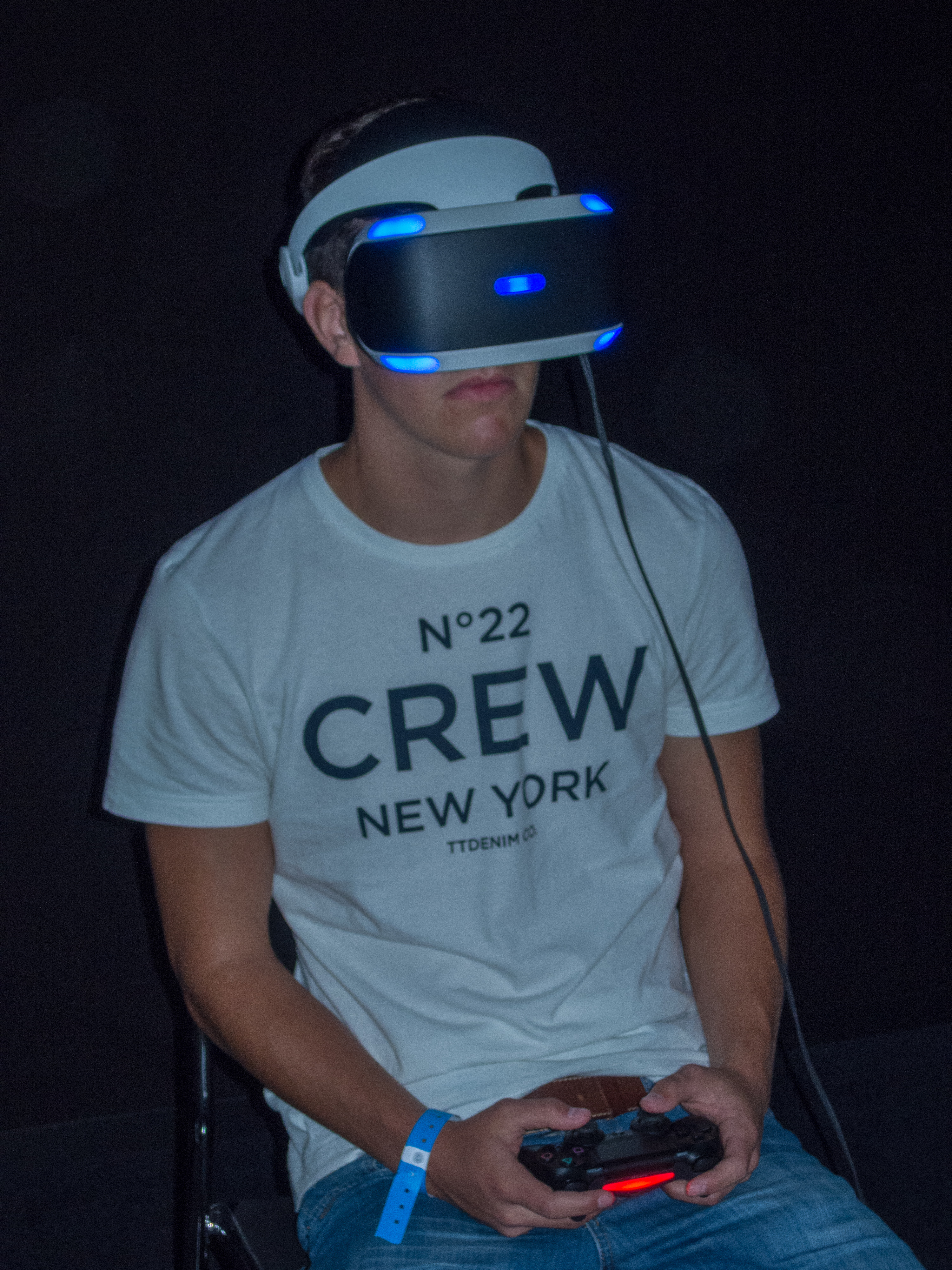
Sony PlayStation VR (Virtual Reality) auf der Messe Gamescom

Die Verwendung von Grafiken, Sound und Eingabetechnologien in Videospielen können mit der Hilfe von Virtual Reality implementiert werden. Mehrere Virtual-Reality-Head-Mounted-Displays (HMD) wurden hierfür während der frühen 1990er Jahre für Spielekonsolen auf den Markt gebracht. Dazu gehörten das von Nintendo entwickelte Virtual Boy, die iGlasses, entwickelt von Virtual I-O, der Cybermaxx von Victormaxx und der von Forte Technologies hergestellte VFX1 Headgear. Trotz vieler Bemühungen Virtual Reality als einen profitablen Markt zu etablieren, scheiterte man aufgrund der Tatsache, dass die Technologie für den Verbrauchermarkt noch nicht ausgereift war. So waren frühe Designs nicht nur sehr teuer, sondern auch zu groß und die Steuerung wenig intuitiv für Spieler. Modernere und erfolgreichere Beispiele für Virtual Reality in der Videospielindustrie umfassen die Wii-Fernbedienung, das Microsoft Kinect und die PlayStation Move/PlayStation Eye, von denen alle in der Lage sind, Gesten- und Bewegungsinputs des Spielers auf der Spielekonsole darzustellen. Dennoch waren diese konservativen Implementationen von Virtual Reality noch weit entfernt von den Grundideen, die man in den 1990er Jahren erstrebte.
Mehrere Unternehmen arbeiten an einer neuen Generation von Virtual-Reality-Headsets: Oculus Rift ist ein primär für Spielzwecke entwickeltes Head-Mounted-Display von Oculus VR, einem amerikanischen Technologieunternehmen, welches für 2 Milliarden US-$ von Facebook im Jahr 2014 aufgekauft wurde. Nach einer erfolgreichen Kickstarter Kampagne war das Oculus Rift teilweise für ein wiedererwecktes Interesse an Virtual-Reality-Gaming verantwortlich und mehrere Großunternehmen arbeiten nun an ihren eigenen Virtual-Reality-Headsets. Einer der Konkurrenten des Oculus Rift ist die PlayStation VR (Codename Morpheus) von Sony Computer Entertainment, die als Plattform eine PlayStation 4 statt eines PCs benötigt. Im Jahre 2015 kündigte Valve Corporation eine Partnerschaft mit HTC an, in Form des HTC Vive, einem VR-Headset, das die Position des Benutzers in einem 4,5 × 4,5 Meter Areal verfolgen kann (room-scale VR). Alle diese Virtual-Reality-Headsets sind angebundene Headsets (Head-Mounted Display), die durch die Verwendung von speziellen, gekrümmten Linsen einen etwa handflächengroßen Bildschirm vergrößern und strecken, um das Blickfeld des Benutzers zu füllen. Zahlreiche weitere Virtual-Reality-Headsets sind ebenfalls in Entwicklung.
In Kooperation mit dem Disney-Konzern hat Lenovo das Virtual Reality Spieleset Star Wars:Jedi Challenges Mitteln Dezember 2017 auf den Markt gebracht, bestehend aus einer Virtual-Reality-Brille, einem Lichtschwert und einem Peilsender.
Aufgrund der großen Beliebtheit sind bereits Updates von dem VR-Game verfügbar.

### Virtuelle Realität in Ausstellungen

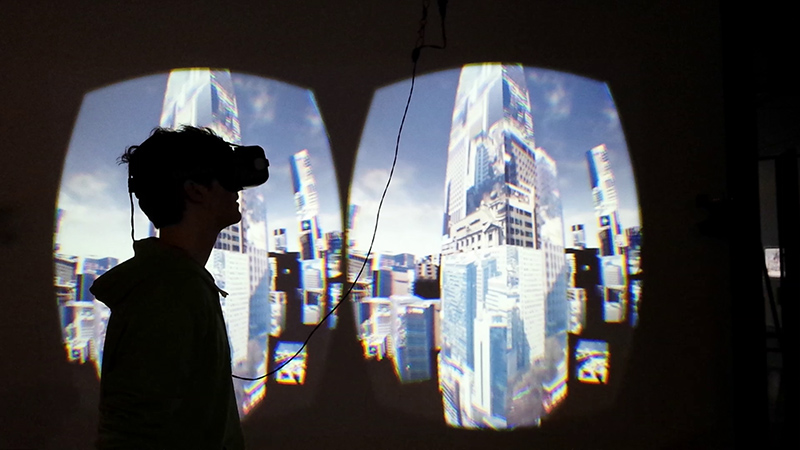
10.000 Moving Cities, VR (Virtual Reality) Marc Lee

Mittlerweile gibt es eine Vielzahl an Beispielen, wie Virtuelle Realität in der Kunst als eigenständige Technik und visuelles Genre in der bildenden Kunst eingesetzt wird. Zeitgenössische Künstler und Künstlerinnen kreieren mit dem Medium neue und ästhetisch ansprechende Narrative, die der Vermittlung und dem Genießen von Kunst innovative Wege ebnen. Das Online-Archiv für VR-Kunst, Radiance VR, dokumentiert über 200 VR-Kunstwerke.
Das Museum für angewandte Kunst Wien zeigt ab Februar 2018 das Ausstellungsexperiment Klimt's Magic Garden: A Virtual Reality Experiment by Frederick Baker, in dem Besucher mittels Virtual-Reality-Brillen einen Garten betreten können, der von Gustav Klimts Werkzeichnungen für den Mosaikfries im Speisesaal des Palais Stoclet inspiriert ist.
Im Museum für Kunst und Kulturgeschichte Dortmund kann mit einer Smartphone-App das rekonstruierte Denkmal „Mahnmal für die Opfer des Krieges“ von Benno Elkan betrachtet werden. Das Mahnmal wird später auch im öffentlichen Raum in der Innenstadt von Dortmund zu sehen sein.
Bei TimeRide VR Cöln und TimeRide VR Dresden kann man Dauerausstellungen mit dem Thema Virtual Reality in Kombination mit geschichtlichem Wissen besuchen. Hier reist man mit VR-Brillen in andere Zeiten. In Köln fahren Besucher in einer alten Straßenbahn virtuell durch die Domstadt zur Zeit um 1909. In Dresden findet man sich in einer Kutsche im Barock (um 1719) in der Vorstadt und im Zwinger wieder. In Dresden kann man in magischen Spiegeln auch Augmented-Reality-Technik ausprobieren und in virtuelle barocke Kleidung schlüpfen.
Die VR-Kunst-Ausstellung „Resonanz der Realitäten“ fand vom 16. April - 6. Juni 2021 im Haus am Lützowplatz statt.
Gezeigt werden dort Beiträge zum ersten VR Kunstpreis der DKB in Kooperation mit CAA Berlin, dem Preis für Virtual Reality im Bereich der bildenden Künste in Deutschland. Nominiert wurden das Künstlerduo Banz & Bowinkel mit Poly Mesh, Evelyn Bencicova, Arielle Esther und Joris Demnard mit Artificial Tears, Patricia Detmering mit Aporia, Armin Keplinger mit THE ND-Serial und Lauren Moffatt mit Image Technology Echoes. Im Jahr 2023 fand mit der Ausstellung „Unleashed Utopias“ (9. September bis 5. November 2023) die zweite Ausstellung statt, die Arbeiten von Marlene Bart, Anan Fries, Mohsen Hazrati, Rebecca Merlic und Lauren Moffatt zeigte. Kuratiert wurden beide Ausstellungen von der künstlerischen Leiterin des VR Kunstpreis, Dr. Tina Sauerländer.

## Virtuelle Realität in der Psychologie
Technologien der virtuellen Realität spielen eine immer wichtigere Rolle in der Diagnostik und Behandlung von psychischen Störungen. Um Kosten einzudämmen und gleichzeitig den Zugang zu evidenzbasierten Behandlungen zu erweitern, werden derzeit große Anstrengungen in die Entwicklung dieser Verfahren unternommen. Obwohl Virtual Reality seit den 1960er Jahren existiert, wurde ihre klinische Anwendbarkeit erst seit den 1990er Jahren untersucht. Die anfängliche Forschung konzentrierte sich hauptsächlich auf Angststörungen und posttraumatische Belastungsstörungen, während wenig Aufmerksamkeit der Anwendbarkeit von VR bei anderen psychischen Störungen geschenkt wurde. Doch spätestens seit die ersten erschwinglichen, hochwertigen VR-Geräte (v. a. die Oculus Rift im Jahr 2013) auf den Markt gekommen sind, hat jedoch ein regelrechter Forschungsboom im Bereich VR eingesetzt.

### Potenzial von VR in Diagnostik und Therapie
Allgemein bringt die VR-Technologie zahlreiche Vorteile mit sich, von denen sowohl die Diagnostik als auch die Therapie von psychischen Störungen profitieren kann. Vielversprechend ist vor allem die Möglichkeit, immersive und interaktive virtuelle Umgebungen zu erschaffen, die gleichzeitig hoch kontrollierbar sind. Somit können einerseits, im Gegensatz zu herkömmlichen experimentellen Settings, möglichst alltagsnahe Situationen und Stimuli dargestellt werden, die die ökologische Validität der Verfahren erhöhen. Auf der anderen Seite können Situationen geschaffen werden, die in der realen Welt gar nicht realisierbar wären (z. B. das Balancieren auf einem Drahtseil zwischen zwei Hochhäusern als Teil einer Expositionstherapie). In einem weiteren Schritt kann die Skalierbarkeit der Technologie genutzt werden, um auf virtueller Realität basierende Therapieprogramme in Form von digitalen Gesundheitsanwendungen an eine Vielzahl von Personen zu distribuieren.

### Aktuelle Erkenntnisse
Gut gesichert ist die Wirksamkeit von Expositionstherapien via VR bei Angststörungen (Spezifische Phobien, Panikstörung und Agoraphobie, Soziale Phobie) und Posttraumatischer Belastungsstörung. Hierbei werden die Patienten unter therapeutischer Anleitung in einer virtuellen Umgebung mit den Reizen konfrontiert, die bei ihnen Angst auslösen, was zu einer Abschwächung der Angst durch Habituation führt. Ergebnisse legen nahe, dass mit der VR-Expositionstherapie vergleichbare Effekte erzielt werden, wie mit der klassischen Expositionstherapie. Ähnlich vielversprechend ist auch der Einsatz von Virtueller Cue-Expositionstherapie bei Suchterkrankungen.
Während die VR-Expositionstherapie wahrscheinlich sukzessive ihren Weg in die reguläre Patientenversorgung finden wird, gibt es auch weitere vielversprechende Ansätze, u. a. in der Behandlung von Schizophrenie oder ADHS, von denen die meisten jedoch noch nicht ausgereift genug für die klinische Anwendung sind. In anderen innovativen Programmen nimmt VR eine ergänzende Rolle als eine Komponente innerhalb eines größeren bestehenden Behandlungskonzepts, z. B. im Rahmen von digitalen Psychoedukationsprogrammen oder als Modul einer kognitiven Verhaltenstherapie.